# Serge Fotinsky
Serge Fotinsky (* 3. Februarjul. / 15. Februar 1887greg. in Odessa; † 1. September 1971 in Paris) war ein russischer, Aquarellist, Graveur, Illustrator, Figuren-, Landschafts- und Stilllebenmaler.

## Leben
Fotinsky beendete 1903 seine künstlerische Ausbildung in Odessa und wurde 1904 an der Akademie der Schönen Künste in Sankt Petersburg angenommen. Der sogenannten Petersburger Blutsonntag vor dem Winterpalast vom 9. Januarjul. / 22. Januar 1905greg., bei der eine friedliche Demonstration des Mönchs Georgi Apollonowitsch Gapon niedergeschlagen wurde, ging Fotinsky ins Exil. Er kam über Berlin nach München, wo er für einige Zeit an der Akademie arbeitete und zog 1908 nach Frankreich, wo er in Paris lebte. Er stellte von 1912 bis 1965 seine Werke (Ölgemälde und Aquarelle) beim Salon des Indépendants aus und bildete insbesondere Landschaften und Szenen aus dem Leben auf den großen Boulevards ab. Er nahm an zahlreichen Gruppenausstellungen teil, so unter anderem seit 1920 im Salon d’Automne, im März 1926 an einer Ausstellung in der Galerie Billiet und im Juli 1946 in der Galerie de l’Elysée in Paris. Auch in anderen Städten Frankreichs war er bei Ausstellungen vertreten, beispielsweise 1927 in Limoges und Bordeaux, 1928 in Reims, Grenoble, Périgueux und weiteren, und nahm teilweise auch an Ausstellungen im Ausland, wie 1926 an der Internationale Ausstellung in Dresden, Ausstellungen russischer Kunst in Italien und London oder zeitgenössischer französischer Kunst 1927 in Wien, 1928 in Moskau und 1930 in Prag und anderen. Er war mit dem Maler André Derain befreundet.
Fotinsky heiratete eine Französin. 1936 beschloss er, für zwei Wochen nach Moskau zu gehen, er blieb dort jedoch zwei Jahre lang. Im Jahr 1941 wurde er von den Deutschen in ein Lager in Compiègne (KZ Royallieu) gesteckt und es war wohl ein glücklicher Zufall, dass er dort nicht getötet wurde. Er lebte sechzig Jahren lang in Paris, fühlte sich jedoch nie als Franzose, sondern sprach aber immer von seinem „Zu Hause, in Russland“ und hatte einen sowjetischen Pass.

## Werke (Auswahl)
- Illustrationen für Georges Duhamel: Ballades. 1926.
- Mitarbeit an mehreren Zeitschriften: 1922 bis 1924 Montparnasse, 1923 Clarté, 1928 Le Monde.